# Shuangqing
Der Stadtbezirk Shuangqing (chinesisch 双清区, Pinyin Shuāngqīng Qū) ist ein Stadtbezirk der chinesischen Provinz Hunan, der zum Verwaltungsgebiet der bezirksfreien Stadt Shaoyang gehört. Er hat eine Fläche von 137,1 km² und zählt 320.300 Einwohner (Stand: Ende 2018). Er ist Stadtzentrum und Sitz der Stadtregierung von Shaoyang.

## Administrative Gliederung
Auf Gemeindeebene setzt sich der Stadtbezirk aus sechs Straßenvierteln, zwei Großgemeinden und vier Gemeinden zusammen. 